# E-nämnden
Nämnden för elektronisk förvaltning; e-nämnden, bildades i november 2003. Nämnden hade till uppgift att stödja utvecklingen av ett säkert effektivt elektroniskt informationsutbyte mellan myndigheter och mellan myndigheter och enskilda genom att beslut om vilka standarder för informationsutbyte myndigheter under regeringen skulle använda sig av.
Nämnden fick ha högst 15 ledamöter där en av ledamöterna skulle vara ordförande. Alf Nilsson, överdirektör på Skatteverket, var ordförande i nämnden under hela verksamhetstiden. Statskontoret svarade för kanslistöd åt nämnden. Avdelningsdirektören i Statskontoret Gustaf Johnssén var kansliansvarig. 
E-nämnden hade begränsade resurser och det var istället olika myndigheter som utförde uppdrag för nämndens räkning.
Som ett resultat av förslagen i SOU 2005:32 Regeringens stabsmyndigheter upphörde e-nämnden och dess verksamhet överfördes till den nya myndigheten Verket för förvaltningsutveckling, Verva. E-nämndens instruktion upphävdes i november 2005. e-nämnden överlämnade i en slutrapport alla beslutade produkter och pågående uppgifter till Verva.

## Beslut
Nedan presenteras de vägledningar och riktlinjer som e-nämnden fastställde under sin verksamhetstid, ansvarig myndighet visas inom parentes. Inga föreskrifter beslutades.
- Vägledningen för 24-timmarswebben 2.0 (Statskontoret) [död länk]
- Vägledning om information som enligt lag ska lämnas på webbplatser (Skatteverket)[död länk]
- Grundläggande vägledning för myndigheternas användning av e-legitimationer och elektroniska underskrifter (Skatteverket)[död länk]
- Vägledning för användargränssnitt som uppfyller legala krav (Skatteverket)[död länk]
- Vägledning för myndighetsföreskrifter vid införande av e-tjänster (Skatteverket)[död länk]
- Vägledning för hantering av inkommande elektroniska handlingar (Skatteverket)[död länk]